# День триффидов (мини-сериал, 2009)
«День триффидов» (англ. The Day of the Triffids) — британский двухсерийный телевизионный художественный фильм, поставленный по мотивам одноимённого романа Джона Уиндема.
Слоган фильма: Мы не замечали того, что перед глазами, даже когда могли видеть.

## Сюжет
Учёный Билл Мейсон (Дугрей Скотт), который посвятил свою жизнь изучению нового вида растений — триффидов, временно слепнет из-за травмы, нанесённой ему триффидом, и попадает в больницу. Проснувшись в своей палате в день снятия повязки, Билл Мейсон обнаруживает, что никто не собирается оказывать ему помощь, и решается самостоятельно снять бинты с глаз. Зрение вернулось к нему. Но, выйдя из палаты, он видит ужасающую картину: слепые люди бродят по коридорам больницы, а как оказалось впоследствии, по всему городу и по всей планете.
Во время его вынужденной слепоты на Солнце произошла мощная вспышка, которая вызвала яркое свечение в атмосфере Земли, в результате которой слепнет бо́льшая часть человечества.
Воспользовавшись слепотой тех, кто находился на ферме, экотеррорист «освобождает» триффидов и гибнет от них вместе со всеми, кто был на ферме. Триффиды довольно быстро распространяются, убивая и пожирая встреченных людей. Выжившие по-разному организуют спасение. Военные под руководством Торренса отбирают тех, кто может быть полезным, безжалостно избавляясь от остальных. Настоятельница монастыря приносит триффидам человеческие жертвы, чтобы триффиды не нападали на монастырь. Главный герой помогает отцу в разработке пыльцы, которая вместо опыления будет стерилизовать растения. Триффиды начинают производить споры в огромном количестве и распространяются по Земле. В конце концов более 2000 выживших людей спасаются на острове Уайт.

## Создатели
- Режиссёр — Ник Копус («4400»)
- Сценарий — Патрик Харбинсон («Скорая помощь», «Закон и порядок»)
- Продюсеры — Джастин Бодл, Джей Файастоун, Джон Гаскин
- Оператор — Бен Смитхард
- Композитор — Алан Д. Бойд

## В ролях
- Дугрей Скотт — Билл Мэйсен
- Джоэли Ричардсон — Джо Плейтон
- Эдди Иззард — Торренс
- Брайан Кокс — Дэннис Мэйсен, отец Билла
- Ванесса Редгрейв — мисс Кристин Дюран, настоятельница монастыря
- Джулия Джойс — Имоджин
- Дженн Мюррэй — Сьюзан
- Юэн Бремнер — Уолтер
- Джейсон Пристли — Коукер
- Уильям Илкли
- Женевьев О’Райли
- Стивен Элдер
- Ли Эдгар
- Тим Френсис
- К. Б. Форбс

## Соотношение фильма и романа
В книге сюжет разворачивается, вероятно, в 60-х годах XX века, в сериале действие происходит в 2000-е.
В книге люди ослепли после наблюдения метеоров, сгорающих в земной атмосфере, а не от вспышки солнечной активности, как в фильме. К тому же в романе люди ослепли не мгновенно: насколько можно предположить, они после метеоритного дождя легли спать, а наутро проснулись слепыми.
В книге главный герой начинает проявлять интерес к триффидам, потому что в детстве его атакует молодая особь растения. Родители героя не одобряют его интереса к ботанике, считая это занятие непрестижным, они погибают ещё до того, как добыча масла триффидов становится коммерчески выгодным предприятием. В сериале оба родителя главного героя занимаются изучением триффидов: отец изыскивает способ добывать из масла экологически чистое топливо, на момент катастрофы он жив; мать же, задолго до катастрофы, убивает триффид.
В книге неоднократно упоминается, что у триффида всего три корня-«ноги», отсюда и название — three feet («три ноги»), в сериале же триффид изображается с густым корневищем (более двадцати отростков). В исходном сюжете ни главный герой, ни общественность не считают триффидов опасными — они растут в городских парках, садах, зоопарках, даже на фермах; их только привязывают цепями или держат за проволочными сетками. Многим триффидам урезают ядовитое жало и позволяют свободно передвигаться. Кроме того, существуют противотриффидные ружья. Реальную угрозу от триффидов герои осознают лишь тогда, когда случаи нападения на людей учащаются, а из-за слепоты большинству людей становится невозможно использовать оружие. В сериале триффиды содержатся исключительно на специально оборудованных плантациях, главный герой сразу же начинает опасаться, что они вырвутся на свободу, потому что электроэнергия, необходимая для поддержания защитного механизма, закончится из-за произошедшей катастрофы. В книге триффиды не делятся на мужских и женских особей, упоминается лишь, что всего пять процентов семян были всхожи. В сериале же главный герой упоминает, что «самцы» триффидов находились в специальном саду, что предотвращало неконтролируемое размножение.
В книге масло триффидов используется, в основном, в пищевой промышленности, а сами триффиды широко распространены, и никого не удивляет способность растений к передвижению. В сериале же масло было использовано как средство борьбы с глобальным потеплением (альтернативный вид топлива), и никто, кроме учёных и правительства, не знал, что триффиды могут ходить.
Принципиальным отличием является то, что в романе триффиды крайне неохотно передвигались по асфальтированным поверхностям, поэтому основная их масса находилась в сельской местности, а не в городах, в сериале же напротив — триффидов привлекают города как источник пищи (питаются они людьми), и они не испытывают неудобства от передвижения не по земле.